# Iglica
Iglica (ždralica, iglica pastirska, kljun štroka, kljun leleka, žeravski vrat, lat. Geranium), biljni je rod iz porodice iglicovki kome pripada preko 300 vrsta jednogodišnjeg rastinja i trajnica.

## Vrste
1. , česka iglica
2. , golubinja noga, golublja iglica
3. , dalmatinska iglica
4. , rascepkana iglica
5. , raskrečena iglica
6. -{Geranium lucidum L., sjajna iglica
7. , stjenarska iglica, velika iglica
8. , mekana iglica
9. , čvorasta iglica
10. , močvarna iglica
11. , smeđa iglica, vilino oko , crna iglica
12. , dolinska iglica, livadna iglica
13. , purpurna iglica, grimizna iglica
14. ,mala iglica
15. , pirenejska iglica
16. , smrdljiva iglica, pastirska iglica, rupertova iglica
17. , okruglolisna iglica
18. , crvena iglica, krvava iglica
19. , šumska iglica
20. , ždralica gomoljasta

## Literatura
- Aedo, Carlos; Garmendia, Felix Munoz (februar 1996). „Some Notes on the Sectional Nomenclature of Geranium (Geraniaceae)”. Taxon. 45 (1): 104. doi:10.2307/1222593.
- Genus Geranium in North America: the Perennials